# Марц, Ингрид
Ингрид Марц де ла Вега (исп. Ingrid Martz de la Vega) (17 сентября 1979, Мехико, Мексика) — мексиканская актриса театра и кино. Рост — 165 см.

## Биография
Родилась 17 сентября 1979 года в Мехико. В мексиканском кинематографе дебютировала в 1997 году и с тех пор снялась в 40 фильмах и телесериалах. Сыграла также в 4-х театральных постановках. Дважды номинирована на премию TVyNovelas.

## Фильмография

### Избранные телесериалы
- 1985-2007 — Женщина, случаи из реальной жизни
- 1998 — Узурпаторша — клиентка бара (в титрах не указана)
- 1998-99 — Что происходит с нами?
- 2000-01 — Личико ангела — Доменика Росси
- 2003 — Истинная любовь — Пилар Пикет де Маркес
- 2004 — 
  - Мой грех — в любви к тебе — Рената Гуроха
  - Руби — Лорена Тревиньо
- 2007 — Гроза в раю — Карина Росемберг «Сиренита»
- 2010 — Сакатильо, место в твоём сердце — Карла
- 2013 — 
  - Непокорное сердце — Дорис
  - Новая жизнь — Карла

### Избранные телефильмы
- 2004 — Руби... Нахальная — Лорена Тревиньо

### Избранные фильмы
- 2014 — Идеальная диктатура — секретарь

## Театральные работы
- «Ищу человека из моей жизни, муж у меня уже был»
- «Игра в жизнь»
- «Католические девочки»